# Audi RS4
Az RS modellek – ahogy a nevük is jelzi – a versenysport (RennSport) utcai változatai. Ezek a gépek a S (8sport) sorozatú modelleknél lényegesebben erősebbek. A sorozat első modellje az Audi RS2 még a Porsche segítségével készült és soros motorja volt, míg a későbbi modellek már a quattro GmbH szárnyai alatt készültek és V motorokkal kerültek gyártásba. Sok kis apróságban is eltérnek egy klasszikus alapmodelltől. Szükség is van ezekre a változtatásokra, hogy az erős motorokkal szerelt gépeket az úton lehessen tartani. Ilyen változtatások mint az autó kerékjárati szélesítései, a karosszéria leültetése és a hatalmas fékek a nagy kerekek alatt mindig is a legárulkodóbb jelei voltak az RS modelleknek. A belső kialakításban nem nagy az eltérés, bár a sportos ülések árulkodóak lehetnek.

## Az első generáció B5 (1999-2001)
Az Audi 1999 végén mutatta be az első generációs RS4-est. Ez a modell volt hivatott hű utódja lenni a Porsche által fejlesztett Audi RS2-esnek. Az autó – akárcsak elődje – csak kombi változatban volt kapható, ugyanarra a padlólemezre építve (Volkswagen B) akárcsak az A4-es. A gyártást az Audi neckarsulmi quattro GmbH gyárában kezdték meg, itt készülnek a sportos modellek. Ebben az üzem volt a régi NSU gyár, ahol a Wankel motoros Ro80-asok készültek. Kis szünet után 1983-ban itt kezdték meg az azóta híressé vált Audi Quattro-k gyártását, amelyek a rally sportot átalakították. Jelenleg az RS modellcsalád darabjai készülnek a gyárban. Az RS3-as modell az egyetlen, amely nem Németországban, hanem Magyarországon, Győrben készül, három másik Audi modell mellett. Az első RS4 leginkább Európában volt megvásárolható, de néhány dél-amerikai kereskedésben is megtalálható volt.
A motort átemelték az első-generációs A4-es sportváltozatából az S4-esből. A 2,7-es iker-turbófeltöltős V6-os már ott is bizonyított. Ez a motor lett átalakítva az ún. Cosworth technológiával, megnövelt szívó és kipufogó szelepekkel. A modellt mindig is az Audi Quattro rendszerű összkerékmeghajtásával szerelték fel, hatfokozatú manuális váltóval. Ezek a változtatások elegek voltak ahhoz, hogy a 265 LE-s 400 Nm nyomatékú motorból 380 LE és 440 Nm-es motort faragjanak a német gyártó mérnökei.
A visszafogott tömeggel (1620 kg) pedig az RS4-es dacára kombi kivitelnek, egy sportkocsi teljesítményét tudja nyújtani. A sebességjelző 100 km/h-s jelzése 4,9 másodperc alatt érhető el, de a 160-as jelzésre sem kell 11,6 másodpercnél többet várnunk. A hihetetlen teljesítményhez azonban jó fékekre is szükség volt, amelyet szintén az Audi/Cosworth Technologies fejlesztett, nem úgy mint az előd RS2-höz, ugyanis ott a Porsche tervezte a fékrendszert is. Elöl 360 mm, hátul 312 mm-es féktárcsák tartják kordában az elszabaduló autót. A fékek képesek 110 km/h-ról 50 méteren belül megállítani a járművet.
Az Audi ebből a típusból 6030 darabot gyártott összesen a gyűjtők legnagyobb örömére ez alatt a pár év alatt.

## Második generáció B7 (2006-2008)
Hosszú, 5 éves kihagyás után 2006 augusztusában érkezhetett meg az észak-amerikai piacra a januárban az Észak-Amerikai Nemzetközi Autó Shown bemutatott új generációs RS4. A 2006 nyarára Európába is megérkezett a modell már a harmadik-generációs A4-es alapjaiból építkezett.
Az új RS4-es azonban teljesen rendhagyó módon került elindításra. Az ezelőtti RS-ek mindig kombi karosszériával voltak csak elérhetőek, itt pedig a bemutatott autó is lépcsős hátú szedán volt, kombi és kabrió változatot későbbre ígértek. Csak az Audi RS6 szakított ezelőtt a "kombi-hagyománnyal", az RS2, RS4-eknél ez volt az első. Az új modell az Audi győri gyárában készült V8 elrendezésű 4,2-es FSI motorral került a piacra, és 420 LE teljesítmény leadására képes. Az erőforrás fajlagos teljesítménye több mint 100 LE/liter. A motor maximális forgatónyomatéka 430 Nm. Az összsúly 1650 kg, az első fékeket pedig az elődhöz képest 0,1 hüvelykkel megnövelték, továbbá megkapta a Lamborghini Gallardo nyolc-dugattyús fékrendszerét.
Az Audi által mért gyári adatok azt mutatják, hogy a jármű képes 0-100-ra 4,8 másodperc alatt felgyorsulni, de a 200 km/h-s tempóra is csak 16,6 másodpercet kell várni.
A 4 év gyártás alatt 14.368 darabot adtak el. Ebből 7657 a limuzin, 5204 a kombi és 1507 kabrió.

## Harmadik generáció B8 (2012-)
Néhány éves várakozás után ismét feléledt az RS4 név és 2012-ben mutatták be Genfben az autószalon egyik újdonságaként a modell legújabb változatát. Szemben a korábbival, visszatértek a hagyományokhoz és ismét csak Avant (kombi) kivitelben készül. A két ajtós szerepét átvette az Audi RS5, amely kabrió kivitelben is készül. A korábban megjelent RS5 technikáját tették a kombi karosszériájába. Az előző modellhez képest nagy változás, hogy a megnövelt teljesítményű V8-as motor mögé már nem kézi váltót, hanem 7 sebességes S-tronic váltót építenek. Természetesen kézzel továbbra is váltható a kormány mögötti fülekkel vagy a váltókarral le és fel. Ami érdekes, hogy itt a sport kivitel miatt kézi üzemmódban az autó nem vált el az adott fokozatból magától. Alapfelszereltség része az ültetett, szélesített futómű 3-féle menetdinamikai beállítási lehetőséggel. Navigáció vásárlása esetén egy 4. opcionális lehetőség is a rendelkezésre áll az egyedi beállításokhoz. Az ülések Alcantara/bőr huzattal készülnek, de felárért teljes bőr belső is választható vagy egyedi színekkel és díszítésekkel egyedi kivitel is. A jó oldaltartású sport ülések szolgálják a vezetőt, hogy a kormány mögött maradhasson, de választható még kagylóülés vagy klimatizált Comfort szék is. Alapban 19"-os kerek takarják a nagy méretű fékeket, de a kerekek választhatók nagyobb méretben is. Komolyabb opcionális felszerelés a kerámia fék, a futómű dőlését csökkentő rendszer, a sport kipufogó vagy a sport differenciálmű.